# Director de marketing
Un director de marketing (CMO), también llamado director de marketing global o director de mercadotecnia, es un ejecutivo corporativo responsable de las actividades de mercadotecnia en una organización. Si bien históricamente estos títulos pueden haber significado una responsabilidad legal, por ejemplo en Companies House en el Reino Unido, los títulos son menos estrictos y formales en el siglo XXI, en particular en el año 2002, y permiten a las empresas reconocer el papel cada vez más importante y en evolución que los especialistas en mercadotecnia pueden desempeñar en una organización. sobre todo por el carácter inherente de los vendedores con más exitosos. El CMO dirige la gestión de la marca, las comunicaciones de mercadotecnia (incluida la publicidad, las promociones y las relaciones públicas), la investigación de mercado, el marketing de productos, la gestión del canal de distribución, los precios y el servicio al cliente. 
El CMO es un miembro del C-suite y generalmente reporta al director ejecutivo. Varios vicepresidentes senior, vicepresidentes, directores y otros gerentes senior de marketing responsables de varias partes de la estrategia de marketing pueden reportar directamente al CMO. El director de marketing ha sido tradicionalmente un puesto interno a tiempo completo. Sin embargo, en los últimos años ha surgido el CMO a tiempo parcial o el CMO fraccional.

## Responsabilidades
Las tareas diarias a menudo son categóricamente diferentes entre sí, debido a la naturaleza fluida del conjunto de habilidades del CMO: se necesita lenguaje para unir todos los aspectos de la empresa. Por lo tanto, en un día determinado y concretó, el CMO completa tareas que se dividen en muchas categorías diferentes: 
- Tareas analíticas, como precios e investigación de mercado
- Tareas creativas, como diseño gráfico, publicidad y promoción de productos y servicios.
- Tareas interpersonales, como la coordinación con otros ejecutivos de la empresa para crear una alineación en la estrategia y los planes de ejecución.

El CMO debe reaccionar rápidamente a las condiciones cambiantes del mercado y la dinámica competitiva y debe remodelar, según sea necesario, la estrategia de la empresa y los planes de ejecución basados en escenarios de mercado en tiempo real. Cada uno de estos productos proviene de un departamento diferente, por lo que el CMO debe ser un nexo de información: es un rol altamente receptivo, con involucramiento en departamentos como producción, tecnologías de la información, comunicaciones corporativas, documentación, relaciones públicas, derecho, recursos humanos. y gestión financiera.
En el siglo XXI, la digitalización y el auge del marketing centrado en el consumidor han cambiado el papel del CMO. Por lo general, ahora se encuentran manejando implementaciones de tecnología de cara al cliente además de las tareas anteriores. Laura McLellan, analista de Gartner, predijo que en el futuro los CMO gastarán más en TI que sus homólogos CIO. Según la firma de analistas McKinsey, pocos puestos de altos ejecutivos estarán sujetos a tantos cambios en los próximos años como el de director de marketing.
Los miembros del CMO incluyen al director de recursos humanos, al director de tecnología, al director financiero, al director de comunicaciones, al director de adquisiciones, al director de información y al abogado general . 

## Desafíos
El CMO es responsable de facilitar el crecimiento, las ventas y la estrategia de marketing. Deben trabajar hacia objetivos como "la generación de ingresos, la reducción de costos o la mitigación de riesgos". El efecto impredecible de los esfuerzos de marketing, junto con la necesidad de impulsar las ganancias, a menudo conduce a una permanencia breve para la mayoría de los CMO. Forbes informó que la permanencia promedio de CMO en 2008 fue de poco más de 28 meses(dos años y cuatro meses).